# Werner-von-Siemens-Schule (Wetzlar)
Die Werner-von-Siemens-Schule ist eine berufliche Schule im gewerblich-technischen Bereich in Wetzlar. Sie bietet  duale  handwerkliche und industrielle Ausbildungsgänge und bildet Facharbeiter und Gesellen weiter. Darüber hinaus werden Vollzeitschulformen angeboten, die berufliche Orientierung sowie den Erwerb höherer Schulabschlüsse ermöglichen und Abschlüsse, die zum Studium an Fachhochschule oder Universität qualifizieren.

## Namensgeber
Die Siemensschule in Wetzlar ist nach dem deutschen Elektroingenieur Werner von Siemens benannt. Neben den Ingenieurwissenschaften Bautechnik und Maschinenbau ist die Elektrotechnik ein traditioneller Schwerpunkt der schulischen Ausrichtung der Werner-von-Siemens Schule. Ob der Verdienste und technischen Verbundenheit erhielt die gewerblich-technische berufliche Schule des Lahn-Dill-Kreises den Namen des Erfinders.

## Schulformen an der Werner-von-Siemens Schule

### Berufliches Gymnasium (BG)
Das Berufliche Gymnasium Technik wird mit der allgemeinen Hochschulreife (Abitur) abgeschlossen. In den Jahrgangsstufen 12 und 13 ist das zweite Leistungsfach Technikwissenschaften festgelegt, wobei zwischen praktischer Informatik und Mechatronik gewählt werden kann. Für alle anderen Fächer gelten die gleichen inhaltlichen Bestimmungen wie allgemein für die gymnasiale Oberstufe in Hessen.

### Fachoberschule (FOS)
Die Fachoberschule schließt mit der allgemeinen Fachhochschulreife ab und bietet die Fachrichtungen Bautechnik, Elektrotechnik und Maschinenbau an. Für Schüler, die bereits eine abgeschlossene Berufsausbildung haben, endet die FOS nach einem Jahr mit der Fachhochschulreifeprüfung. Für Schüler ohne Berufsausbildung dauert die FOS zwei Jahre und beinhaltet ein Praktikum in Industrie oder Handwerk.

### Berufsschule (BS)

#### Berufsbranchen
Folgende Berufsbranchen und dazugehörige Berufe werden angeboten:
- Bautechnik und Holztechnik
  - Dachdecker
  - Hochbaufacharbeiter
  - Holzmechaniker
  - Fachkraft Holztechnik
  - Fliesenleger
  - Kanalbauer
  - Maurer
  - Rohrleitungsbauer
  - Stahlbetonbauer
  - Straßenbauer
  - Tiefbaufacharbeiter
  - Tischler
  - Vermessungstechniker
  - Zimmerer
- Chemietechnik
  - Chemielaborant
  - Lacklaborant
- Elektrotechnik
  - Elektroniker für Geräte und Systeme
  - Elektroniker für Betriebstechnik
  - Elektroniker/in für Energie- und Gebäudetechnik
  - Elektroniker für Informations- und Systemtechnik
- Fahrzeugtechnik
  - Berufskraftfahrer
  - Kraftfahrzeugmechatroniker
- Maltechnik & Raumgestaltung
  - Fahrzeuglackierer
  - Maler und Lackierer
  - Bauten- und Objektbeschichter
- Kunststofftechnik
  - Verfahrensmechaniker für Kunststoff- und Kautschuktechnik
- Metalltechnik
  - Anlagenmechaniker
    - Anlagenmechaniker für Sanitär-, Heizungs- und Klimatechnik

  - Fachkraft für Metalltechnik
    - Konstruktionstechnik
    - Zerspanungstechnik

  - Fachpraktiker für Metallbau
  - Feinwerkmechaniker
  - Industriemechaniker
  - Maschinen- und Anlagenführer
  - Mechatroniker
  - Metallbauer
  - Werkstoffprüfer
- Optik
  - Feinoptiker

### Berufsfachschule zum Übergang in Ausbildung (BÜA)
Die Berufsfachschule zum Übergang in Ausbildung (BÜA) ist ein Bildungsangebot für Schüler im Übergang zwischen Schule und Beruf. Das Konzept basiert auf individueller Förderung und der Kooperation mit Wirtschaftsunternehmen, der Agentur für Arbeit sowie sozialpädagogischer Betreuung. Ziele sind die Unterstützung bei der Berufsorientierung, die Vermittlung in Ausbildungsverhältnisse sowie der Erwerb weiterführender Schulabschlüsse.

### Höhere Berufsfachschule (HBFS)
Die zweijährige höhere Berufsfachschule (HBF) für Informationsverarbeitung ist ein schulischer Bildungsgang, der einen Mittleren Abschluss voraussetzt. Der Bildungsgang qualifiziert zum Assistenten im Bereich Informationstechnik. Mit erfolgreichem Abschluss einer Zusatzprüfung kann die Fachhochschulreife erworben werden. Zugangsvoraussetzung ist ein qualifizierender Mittlerer Abschluss.

### Fachschule für Technik (FST)
Die Fachschule für Technik (FST) dient der Weiterbildung von Facharbeitern und Gesellen zum Staatlich geprüften Techniker. Die Ausbildung erfolgt in den Fachrichtungen Maschinentechnik mit Schwerpunkt Maschinenbau sowie Feinwerktechnik. Angeboten werden eine vierjährige berufsbegleitende Teilzeitform sowie eine zweijährige Vollzeitform. Die Aufnahme setzt einen anerkannten Ausbildungsberuf, ein Berufsschulzeugnis oder mindestens einjährige Berufserfahrung voraus.

### Integration durch Anschluss und Abschluss (InteA)
Integration und Abschluss in Ausbildung (InteA) bezeichnet ein Bildungsprogramm für Seiteneinsteiger zwischen 16 und 18 Jahren an beruflichen Schulen, das für Geflüchtete bis 21 Jahre zugänglich ist. Das zweijährige Programm fokussiert auf den Erwerb deutscher Sprachkenntnisse einschließlich beruflicher Fachsprache. Es ermöglicht den Zugang zu Ausbildung und Beruf sowie den externen Erwerb verschiedener Schulabschlüsse wie Hauptschulabschluss, Mittlerer Abschluss oder Deutsches Sprachdiplom.

## Außerschulische Aktivitäten
Die Werner-von-Siemens-Schule bietet neben dem Routine-Schulbetrieb noch folgende Aktivitäten an:

### Schulband
Es gibt an der Siemensschule eine Schulband. Diese tritt häufig am Tag der Offenen Tür in der Pausenhalle der Schule auf.

### Europaschule
Die Werner-von-Siemens-Schule Wetzlar ist Europaschule. Dadurch gibt es Projekte, welche die Internationale Zusammenarbeit stärken. Folgende Projekte und Austauschmöglichkeiten werden Angeboten:

#### Europa macht Schule
Europa macht Schule ist ein an der Siemensschule regelmäßig stattfindendes Projekt, um interkulturellen Austauschs in Europa zu fördern.

#### Internationaler Austausch
Die Werner-von-Siemenschule hat Internationale Partner in Polen, Tschechien und Portugal.
- Portugalaustausch: Das Berufliche Gymnasium fährt mit den Schülern des Leistungsfachs Informatik in der Q1 nach Matosinhos in der Nähe von Porto und führt dort ein Projekt mit der Partnerschule Escola Secundária João Gonçalves Zarco (João Gonçalves Zarco Sekundarschule) durch.
- Tschechienaustausch: Das Berufliche Gymnasium  fährt mit den Schülern des Leistungsfachs Mechatronik in der Q1 nach Lutín und führt dort ein Projekt mit der Partnerschule Sigmundova střední škola strojírenská (Sigmund-Mittelschule für Maschinenbau) durch. Dieses Projekt zählt als berufspraktischer Teil.
- Polenaustausch: Die InteA-Klassen fahren nach Łódź.[10]

## Gebäude
Das Gebäude in der Dammstraße 62 wurde ab 1983 wegen Raumnot geplant, schließlich gebaut und ab Dezember 1990 bezogen. Die Schlüsselübergabe war am 16. Januar 1991.  Das Hauptgebäude hat drei Stockwerke, welche um die Pausenhalle mit Glasdach liegen. Zusätzlich gibt es einen Anbau mit nochmal zwei Stockwerken. In der Pausenhalle sowie auf dem Schulhof wurden verschiedene Kunstinstallationen verteilt. Diese wurden teilweise aus der alten Schule in der Seibertstraße mitgebracht.

### Auflistung der Kunstobjekte an der Siemensschule
- Beton – Relief „Stilistisches Teilstück von einem Motor“ (Teilzeitberufsschule)
- DIE HERAUSFORDERUNG - DIE TAT (Seiji Kimoto)
- Relief-Pyramide (aus Seibertstraße mitgebracht)
- Wandplastik „Zwischen Isometrie und Utopie“ (Johannes J. MUSOLF)
- Stahl-Stele „Ikarus“ vergrößert 1:10(Josef-Walter HERMANN)
- Installation Europaschiff (Susanne Endler, Thomas Jung, Mario Schaal)
- Pendeluhr „„Wem die Stunde schlägt“: Ein binäres Problem?“ (von Kollegen für Kollegen)
- Bronze-Büste von Werner-von-Siemens (aus Seibertstraße mitgebracht)[11]